# Liste der Biografien/Erp
Liste der Biografien |
Portal Biografien |
Personensuche
# |
A |
B |
C |
D |
E |
F |
G |
H |
I |
J |
K |
L |
M |
N |
O |
P |
Q |
R |
S |
T |
U |
V |
W |
X |
Y |
Z |
?
 
Ea |
Eb |
Ec |
Ed |
Ee |
Ef |
Eg |
Eh |
Ei |
Ej |
Ek |
El |
Em |
En |
Eo |
Ep |
Eq |
Er |
Es |
Et |
Eu |
Ev |
Ew |
Ex |
Ey |
Ez
 
Era |
Erb |
Erc |
Erd |
Ere |
Erf |
Erg |
Erh |
Eri |
Erj |
Erk |
Erl |
Erm |
Ern |
Ero |
Erp |
Err |
Ers |
Ert |
Eru |
Erv |
Erw |
Erx |
Ery |
Erz
Die Liste der Biografien führt alle Personen auf, die in der deutschsprachigen Wikipedia einen Artikel haben. Dieses ist eine Teilliste mit 32 Einträgen von Personen, deren Namen mit den Buchstaben „Erp“ beginnt.

## Erp
- Erp Taalman Kip, Anna Maria van (1935–2016), niederländische Gräzistin
- Erp Taalman Kip, Willem Frederik van (1824–1905), niederländischer Seeoffizier und Politiker
- Erp von Verden († 994), deutscher römisch-katholischer Bischof
- Erp, Albert († 1436), deutscher Kaufmann und Ratsherr der Hansestadt Lübeck
- Erp, Bas van (1979–2016), niederländischer Rollstuhltennisspieler
- Erp, Jean van (* 1973), niederländischer Karambolagespieler und Weltmeister
- Erp, Maran van (* 1990), niederländische Fußballspielerin
- Erp, Maximilien d’ (1847–1936), belgischer Diplomat, Botschafter beim Heiligen Stuhl

### Erpe
- Erpel, Christian von († 1449), Generalvikar in Köln
- Erpelding, Diane (* 1982), luxemburgische Dressurreiterin
- Erpenbeck, Ferdinand (1921–1997), deutscher Politiker (CDU), MdB
- Erpenbeck, Fritz (1897–1975), deutscher Schriftsteller, Publizist und Schauspieler
- Erpenbeck, Jenny (* 1967), deutsche Regisseurin und SchriftstellerinJenny Erpenbeck (* 1967)

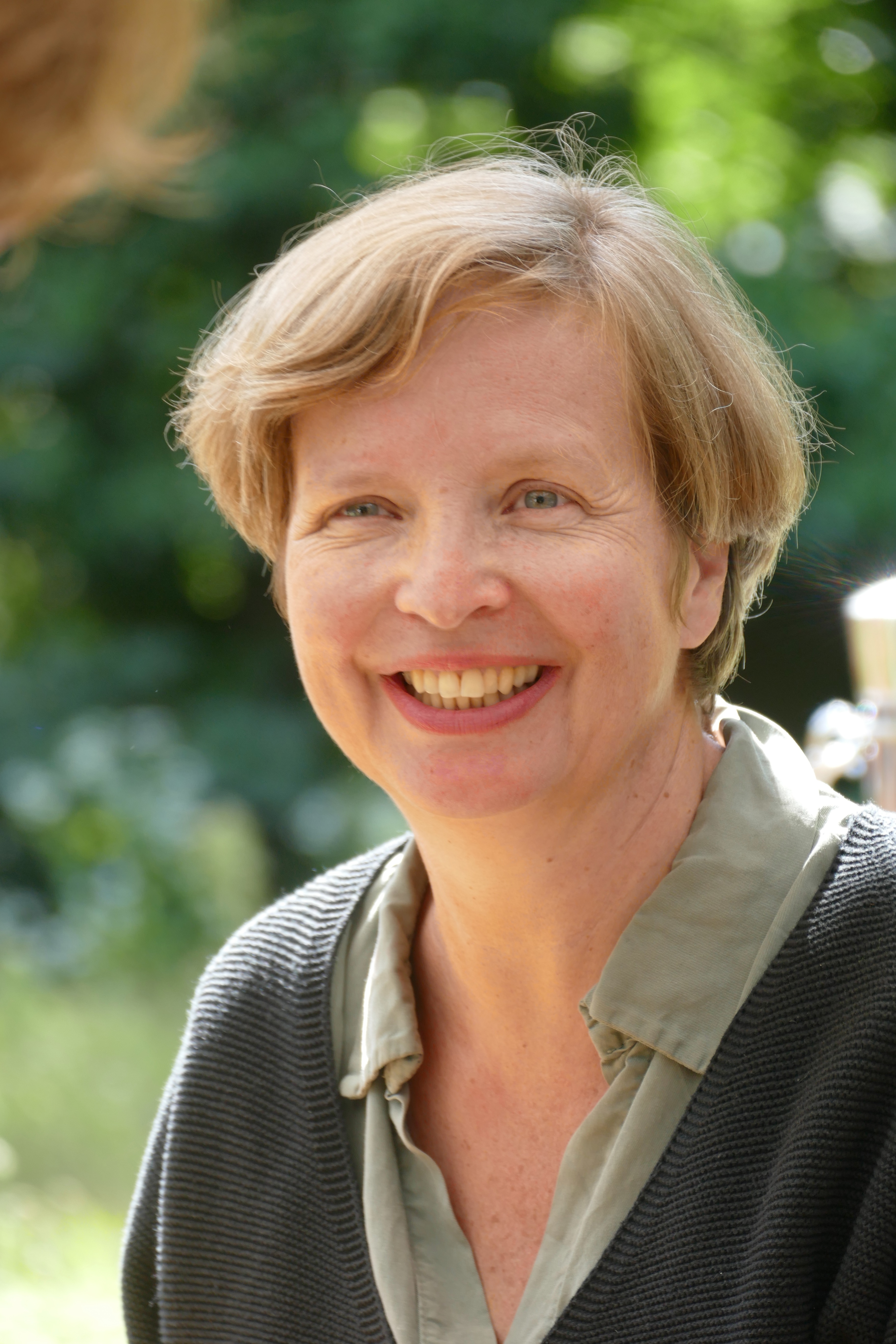
Jenny Erpenbeck (* 1967)

- Erpenbeck, Johannes (1831–1912), deutscher römisch-katholischer Geistlicher und Ehrenkämmerer des Papstes
- Erpenbeck, John (* 1942), deutscher Wissenschaftler und Buchautor
- Erpenbeck, Mechtild (* 1955), deutsche Diplom-Pädagogin und Psychologin
- Erpenbeck, Wilhelm (1892–1971), deutscher Politiker (Zentrum/CDU), MdL
- Erpenbeck, Wilhelm Christian (1750–1832), deutscher Mediziner
- Erpenius, Thomas (1584–1624), niederländischer Orientalist
- Erpenstein, Lina (* 1996), deutsche Windsurferin

### Erpf
- Erpf, Franz Eduard (1807–1851), Schweizer Jurist, Unternehmer und Politiker
- Erpf, Gotthold Alexander von (1859–1927), württembergischer Generalleutnant
- Erpf, Hans (1947–2016), Schweizer Verleger, Schriftsteller und Lyriker
- Erpf, Hermann (1891–1969), deutscher Musikpädagoge

### Erph
- Erpho († 1097), Bischof von Münster

### Erpi
- Erpingham, Thomas (1357–1428), englischer Ritter

### Erpo
- Erpo († 999), Bischof von Worms
- Erpo von Padberg († 1113), Graf von Padberg

### Erps
- Erps, Hernan, Bürgermeister in Brilon
- Erps-Breuer, Marta (1902–1977), deutsche Designerin und Wissenschaftlerin

### Erpu
- Erpul, Namık Güner (* 1957), türkischer Diplomat
- Erpulat, Nurkan (* 1974), türkischer Theaterregisseur und Autor